# Tatort: Kneipenbekanntschaft

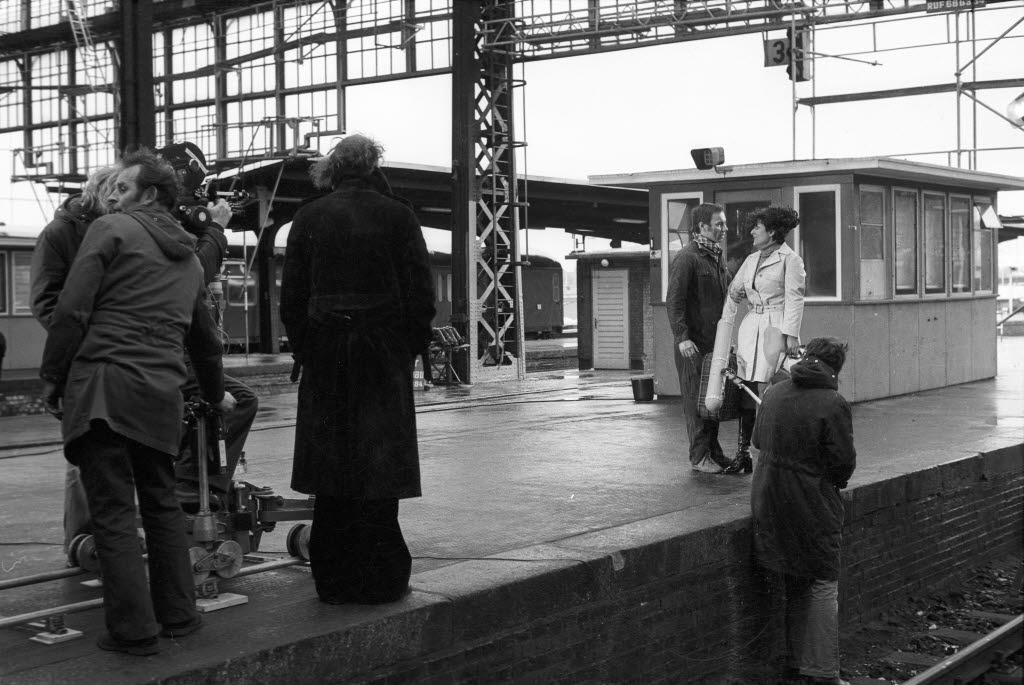
Dreharbeiten auf dem Kieler Hauptbahnhof

Kneipenbekanntschaft ist die 45. Folge der Kriminalreihe Tatort. Sie wurde vom NDR produziert und am 10. November 1974 im Deutschen Fernsehen erstausgestrahlt. In seinem ersten Fall hat es Knut Hinz als Hauptkommissar Brammer mit dem Mord an einer Witwe zu tun.

## Handlung
Kommissar Brammer, ein leidenschaftlicher Hobby-Musiker, besucht ein Konzert von Udo Lindenberg und seinem Panikorchester, bevor er am nächsten Tag nach Hannover umzieht, wo ihn seine neue Dienststelle erwartet. Nach Feierabend bezieht er sein neues Zimmer bei einer wohlhabenden Witwe, die froh ist, einen Polizisten im Haus zu haben. Unterdessen sitzt Bierfahrer Hermann Kohltasch in seiner Stammkneipe und lässt von der Wirtin dort die 51-jährige Witwe Anna Schmidt anrufen, um sich mit ihr zu verabreden. Er hat ein Verhältnis mit der deutlich älteren Frau, was von ihrem Stiefsohn und dessen Frau nicht gerne gesehen wird. Allerdings misslingt es ihm, sich mit ihr für das Wochenende zu verabreden, da sie wegfahren möchte. Am nächsten Morgen kommt Marga Höfer, die wohlhabende Eigentümerin eines Herrenausstattungsgeschäftes, überraschend früher von einer Reise zurück und erwischt ihren Ehemann im Ehebett mit der deutlich jüngeren  Verkäuferin ihres Geschäfts, Fräulein Waller. Sie erinnert ihn daran, dass er ohne sie in der Gosse gelandet wäre, er kann diese Vorhaltungen nicht mehr hören und fühlt sich zur Marionette degradiert. Als sie die Scheidung ankündigt, bringt er ihren Lieblingsvogel um, um ihr zu drohen. Binnenschiffer Ossi Lörring ist in schlechter Stimmung und möchte in die Kneipe, seine Freundin Eva Meinert folgt ihm.
Derweil bereitet Brammer seinen Einstand vor und berichtet seiner Frau freudig am Telefon, dass ihm seine neue Dienststelle gefällt. Brammers neuer Assistent Henkel sitzt derweil ebenfalls frustriert in der Kneipe, weil sein neuer Dienststellenleiter Brammer viel jünger ist als er. Er hatte sich selbst Hoffnungen auf Brammers Position gemacht. Alle übrigen Kollegen freuen sich jedoch auf die Zusammenarbeit mit Brammer. Mitten aus seinem Einstand wird Brammer jedoch zu seinem ersten Einsatz gerufen, eine ältere Frau ist im Park tot aufgefunden worden. Die Frau wurde mit einem Strumpf stranguliert, die Tat ereignete sich eine bis drei Stunden zuvor. Das Portemonnaie der Frau ist leer, allerdings trägt die Tote teuren Schmuck, was nicht zu einem Raubmord passt. Bei der Toten handelt es sich um Anna Schmidt. Ihr Liebhaber Hermann erfährt am nächsten Tag aus der Zeitung vom Mord und wirkt bestürzt. Brammer und seine Kollegen hören sich um, sie erfahren, dass Frau Schmidt seit dem Tod ihres Mannes ein unstetes Leben führte, sich häufig mit deutlich jüngeren Männern traf und vorwiegend in Kneipen unterwegs war, wo sie diese Männer kennenlernte. Binnenschiffer Ossi wird von seinem Chef und seiner Freundin geweckt, er leidet an den Folgen einer durchzechten Nacht. Höfer versucht derweil, bei seiner Geliebten Waller unterzukommen, weil seine Frau ihn hinausgeworfen hat. Brammer befragt Schmidts Stiefsohn, dieser sagt aus, dass er nicht wisse, warum sie nach dem Tod seines Vaters zum Alkohol und zu Männerbekanntschaften geneigt hat. Sie sagt, dass diese Kneipenbekanntschaften aus einem schlechten Milieu entstammten. Er habe diese Männer häufig des Hauses verwiesen, wenn Anna Schmidt sie mit auf ihr Zimmer genommen habe.
Hermann Kolltasch durchsucht währenddessen sein Zimmer in der von ihm und seiner Mutter bewohnten Gartenlaube nach Schmuck und Bargeld und verlässt die Laube fluchtartig. Henkel befragt die Wirtin von Anna Schmidts Stammkneipe nach Frau Schmidts Kontakten bei ihrem letzten Kneipenbesuch, sie berichtet unter anderem von einem Binnenschiffer und dessen Freundin, die schon öfter in der Kneipe waren, und an diesem Abend Kontakt zu Frau Schmidt bekommen hätten. Zudem habe ein Mann, den sie namentlich nicht kennt, am Tresen gesessen. Die Beschreibung passt auf Herrn Höfer. Die Wirtin berichtet von einem Streit zwischen dem Mann und Frau Schmidt. Die beiden kannten sich und Höfer wollte Geld von ihr. Sie verweigerte ihm dies aber. Nach dem Streit wirkte der Mann verstört und stierte nur noch vor sich hin. Brammer findet vom Schwiegersohn heraus, dass er ihr eine Eigentumswohnung gekauft hatte, in die sie nächsten Monat einziehen sollte, um weitere Konflikte zu vermeiden. Er wird DM 100.000 erben, die in seine Firma investiert sind. Schmidt hat ein Alibi, weil er sich am Abend mit einem Freund getroffen hat. Derweil entdeckt Eva bei ihrem Freund Ossi Kratzer an der Hand, er verweigert allerdings die Antwort auf die Frage, woher er diese habe. Höfer schleicht um das Haus seiner Frau herum, er sieht sie mit einem Mann, offensichtlich einem Anwalt, mit dem sie die Scheidungsmodalitäten bespricht. Kolltasch bricht derweil in einen Wohnwagen ein.
Henkel und ein Kollege suchen Frau Kolltasch in ihrer Gartenlaube auf, sie wohnt dort gemeinsam mit ihrem Sohn. In seinem verlassenen Zimmer finden sie die leere Geldbüchse und Blutspuren am Bettlaken. Die Beamten nehmen das Laken zur KTU mit. Kolltasch selbst hält sich im aufgebrochenen Wohnwagen auf, offensichtlich in Angst vor der Polizei. Zur Arbeit ist er auch nicht mehr erschienen. Zwischen Ossi Lörring und seiner Freundin Eva kommt es zu Missstimmung, weil sie oft an ihre beiden Kinder denken muss, die sie, um mit Ossi auf dem Binnenschiff mitfahren zu können, bei ihrem Ex-Mann gelassen hat. Brammer und seine Kollegen befragen nochmals den Stiefsohn der Toten, nach Zeugenaussagen soll er seine Stiefmutter öfter geschlagen haben. Zudem soll er versucht haben, sie zu entmündigen und in ein Heim zu stecken. Horst Schmidt verweigert daraufhin die Aussage und beteuert seine Unschuld. Brammer findet kurz darauf in der Kneipe heraus, dass es sich bei dem von der Wirtin beschriebenen Mann, der sich mit Frau Schmidt um Geld gestritten hat, um einen Herrn Höfer handelt. Unterdessen sucht Höfer einen Anwalt auf und bittet ihn um Hilfe. Er darf per Einstweiliger Verfügung das Haus seiner Frau nicht mehr betreten. Derweil beobachtet ein Jäger den flüchtigen Kolltasch, wie dieser den aufgebrochenen Wohnwagen mit Einkäufen betritt.
Brammer und Henkel suchen unterdessen das Geschäft der Höfers auf, um Herrn Höfer zu sprechen. Allerdings kann Frau Waller ihnen nur sagen, dass weder er noch seine Frau im Laden sind. Anschließend werden sie zum Camping-Platz gerufen, nachdem der Jäger seine Beobachtungen gemeldet hatte. Da Kolltasch nicht im Wohnwagen ist, legen sich Brammer und Henkel auf die Lauer. Ein Schleusenwärter gibt Polizeibeamten gegenüber unterdessen einen Hinweis auf Ossi Lörring und seine Freundin, auf die die Personenbeschreibung der Beamten passen könnte. Er teilt den Beamten mit, auf welchem Schiff sie fahren und wann sie wieder anlegen. Brammer und Henkel gelingt es derweil, Kolltasch festzunehmen. Kolltasch gibt in seiner Vernehmung an, Angst vor der Polizei gehabt zu haben, weil er doch Anna Schmidt kannte und ein paar Mal mit ihr aus war. Mit ihrem Tod allerdings hätte er nichts zu tun. Höfer wird mittlerweile von zwei Beamten vor dem Haus seiner Frau gestellt, die ihn für ein paar Fragen aufs Präsidium mitnehmen wollen, doch Höfer flüchtet. Kolltasch verwickelt sich während seiner Vernehmung in Widersprüche. Allerdings kann er einen Zeugen benennen, der ihn nach Hause gefahren hat. Auf die Frage, warum er denn Angst vor der Polizei hätte, antwortet er, er hätte doch Anna Schmidt öfter nach Hause gebracht und er befürchtete, dass man ihm nicht glauben würde. Da er aber für die Blutspuren auf seinem Bettlaken keine Erklärung hat und von zu Hause auch zu Fuß den Tatort hätte erreichen können, wird Kolltasch vorläufig festgenommen.
Ein Anwohner des Parks namens Jacob meldet sich als Zeuge und gibt an, Herrn Schmidt gesehen zu haben, wie er mit dem Auto um den Park herumgefahren sei. Auf die Nachfrage, woher er wisse, dass es Schmidt gewesen sei, antwortet er, er habe früher als Hilfsarbeiter bei Schmidt gearbeitet, sei aber hinausgeworfen worden, weil er eine Gehaltserhöhung gefordert habe. Ihm sei erst jetzt bewusst geworden, dass seine Beobachtung wichtig sein könne. Henkel sucht Frau Höfer auf, sie vermutet ihren Mann bei Fräulein Waller. Er fragt sie, ob er eine Anna Schmidt gekannt habe, sie weiß allerdings nichts darüber. Eva Meinert geht von Bord und verlässt Ossi, nachdem er sie in der Nacht zuvor vergewaltigt hatte. Kolltaschs Angaben bezüglich seiner letzten Treffen mit Anna Schmidt sind überprüft und als unwahr identifiziert worden. Kolltasch sagt aus, er hätte Angst vor der Polizei, weil er sich schon gedacht habe, dass diese in der Tatsache, dass Anna ihn in letzter Zeit öfter versetzt habe ein Mordmotiv sehen könnte. Ein sexuelles Verhältnis hätten Anna und er nicht gehabt, dazu sei sie doch zu alt gewesen. Allerdings ergibt sich, dass das Blut auf dem Laken von Kolltasch selbst stammt, deshalb wird er nach Hause entlassen. Henkel sucht derweil Höfer bei seiner Freundin auf. Er gibt an, sich selbständig machen zu wollen und daher Frau Schmidt als Teilhaberin gewonnen zu haben. Plötzlich habe sie ihm das Geld verweigert. Über Frau Schmidts Ermordung wisse er nichts.
Henkel sucht Horst Schmidt auf, um die Angaben von Jacob zu überprüfen. Frau Schmidt gibt ihrem Mann ein Alibi, der Wagen war in der Zeit in der Werkstatt, was sich als richtig erweist, somit sind Jacobs Angaben widerlegt. Nunmehr halten die Beamten Jacob selbst für verdächtig und lassen ihn beobachten. Ossi, der Eva inzwischen zurückholen konnte, liegt mit dem Schiff seines Chefs in Kiel, Brammer und Henkel suchen deshalb ihren Kieler Kollegen Finke auf. Unterdessen fragt ein Beamter den Kneipenwirt nach Höfer, dieser bestätigt, dass Höfer am Tatabend dort war. Allerdings ist er bis zwei oder drei Uhr dort geblieben, so dass dieser als Täter durchaus in Frage käme. Brammer und Henkel gehen an Bord der „Albatross“ und fragen den Kapitän nach Ossi Lörring. Assistent Batke aus Brammers Team in Hannover macht beim Aktenstudium eine Entdeckung und alarmiert sofort Finke. Lörrings Freundin Eva Meinert sagt gegenüber Henkel aus, dass sie mit ihren Kindern von der Telefonzelle aus telefonierte und ihr Freund draußen mit Frau Schmidt gesprochen hätte. Plötzlich seien beide verschwunden gewesen. Lörring sagt Brammer gegenüber natürlich nichts davon und behauptet, nur auf seine Freundin gewartet zu haben. Dann sei er alleine weggegangen, Frau Schmidt habe er nicht mehr gesehen. Frau Meinert sagt aus, dass sie dann noch in einer anderen Kneipe gewesen sei, so dass er kein Alibi hat. Er habe sie gesucht und dann seien sie Stunden später gemeinsam zurück aufs Schiff gegangen. Finke sucht Brammer und Henkel auf dem Schiff auf und teilt ihm mit, was Batke in Hannover herausgefunden hat. Finke demonstriert Brammer, dass Frau Schmidt mit einem „Mastwurf“, einem Seemannsknoten, ermordet wurde. Brammer konfrontiert Lörring damit, dieser streitet den Mord weiterhin ab. Brammer nimmt Lörring fest. Beim Lokaltermin wird Lörring noch weiter in die Enge getrieben, denn er ist der einzige Verdächtige, der mit der Schifffahrt zu tun hat. Henkel konfrontiert ihn außerdem damit, dass er seine Freundin ja auch öfter gewürgt hatte, wenn sie nicht so gewollt habe wie er. Unterdessen wird Höfer von seiner Freundin Fräulein Waller wegen der Tatverdächtigungen aus ihrer Wohnung geworfen.
Brammer und Henkel nehmen Lörring noch mehr in die Zange, dieser werde schließlich öfter gewalttätig, wenn er betrunken sei, und das sei in der Tatnacht der Fall gewesen. Als er realisiert, dass seine Freundin ihn verlassen hat und er sie nie wieder sehen wird, gesteht er schließlich den Mord an Anna Schmidt. Er hat es aus Aggression getan, weil sie zunächst Zärtlichkeiten mit ihm ausgetauscht hatte, dann aber nicht mehr wollte. Er erwürgte sie mit bloßen Händen, den Strumpf hat er später zu Hilfe genommen, auch das Geld hat er nur genommen, um es wie einen Raubmord aussehen zu lassen. Dann flieht Lörring kopflos. Bevor Brammer und Henkel ihn einholen können, verlässt er den Park, rennt auf die Hauptstraße und direkt vor einen Lkw. Lörring ist sofort tot.

## Hintergrund
Die Folge erreichte bei ihrer Erstausstrahlung einen Marktanteil von 68,00 %. Dies war der erste Fall, der in Niedersachsen spielte. Somit waren alle damaligen Bundesländer bis auf Rheinland-Pfalz bis dato Schauplatz von Tatort-Fällen. Udo Lindenberg und sein Panikorchester haben gleich zu Beginn einen Gastauftritt, Lindenberg spielt sich selbst und scheint mit Brammer, welcher ebenfalls Gitarre spielt, befreundet zu sein.
Bei dem Gebäude, in dem Brammer seinen Dienst in Hannover antritt, handelt es sich tatsächlich um das Gebäude der Polizeidirektion in der Waterloostraße. Die Innenaufnahmen stammen jedoch aus einem anderen, deutlich kleineren Gebäude. Das Szenenbild verantwortete Gonsela-Beatrix Dahlke.